# Eduard Stommel
Eduard Stommel (* 31. Juli 1910 in Hüchelhoven; † 26. September 1958 in Lienz) war ein katholischer Kirchenhistoriker und Christlicher Archäologe.
Nach dem Abitur in Münstereifel studierte er an der Universität Bonn von 1934 bis 1936 Theologie, trat 1930 der Theologenverbindung V.k.Th. Burgundia Bonn bei und wurde am 27. Februar 1936 zum Priester geweiht. Nach mehrjährigem Seelsorgsdienst promovierte er am 19. Dezember 1944 in Bonn zum Dr. theol. Von Ende 1947 bis Anfang 1950 bereitete er sich am Campo Santo Teutonico in Rom auf die Habilitation für Kirchengeschichte und Christliche Archäologie vor, die am 24. Januar 1951 in Bonn erfolgte. Nach weiterem Seelsorgsdienst wurde er 1954 Diätendozent an der Universität Bonn und am 30. Januar 1957 zum apl. Professor für Kirchengeschichte, Christliche Archäologie und Religionsgeschichte der hellenistischen Welt ernannt.
Seit 1954 war Stommel Mitglied des Deutschen Archäologischen Instituts; 1958 begründete er zusammen mit Theodor Klauser und Alfred Stuiber das Jahrbuch für Antike und Christentum.

## Werke (Auswahl)
- Descendit ad inferos. In: Katechetische Blätter. Nr. 74, 1949, 69–76. 123–126.
- Studien zur Epiklese der römischen Taufwasserweihe (= Theophaneia Bd. 5). Hanstein, Bonn 1950.
- Die bischöfliche Kathedra im christlichen Altertum. In: Münchener Theologische Zeitschrift. Nr. 3, 1952, 17–32.
- Semeion ekpetaseos (Didache 16, 6). In: Römische Quartalschrift. Nr. 48, 1953, 21–42.
- Beiträge zur Ikonographie der konstantinischen Sarkophagplastik(= Theophaneia 10). Hanstein, Bonn 1954.
- »Begraben mit Christus« (Röm. 6, 4) und der Taufritus. In: Römische Quartalschrift. Nr. 49, 1954, 1–20.
- Das »Abbild seines Todes« (Röm. 6, 5) und der Taufritus. In: Römische Quartalschrift. Nr. 50, 1955, 1–21.
- Die Benedictio fontis in der Osternacht. In: Liturgisches Jahrbuch. Nr. 7, 1957, 8–24.
- Bischofsstuhl und Hoher Thron. In: Jahrbuch für Antike und Christentum. Nr. 1, 1958, 52–78.
- Zum Problem der frühchristlichen Jonasdarstellungen. In: Jahrbuch für Antike und Christentum. Nr. 1, 1958, 112–115.
- Christliche Taufriten und antike Badesitten. In: Jahrbuch für Antike und Christentum. Nr. 2, 1959, 5–14.